# محمد سالم المال
محمد سالم المال (مواليد 14 يوليو 1985) هو لاعب كرة قدم قطري معتزل لعب طوال مشواره الكروي مع النادي العربي في دوري نجوم قطر و يلعب في أكثر من مركز مهاجم وجناح يمين وظمير أيمن اعتزال في عام 2020 .
لعب مع منتخب قطر في كأس الخليج 2004 .

## روابط خارجية
- محمد سالم المال على موقع Soccerway.com (الإنجليزية)